# 銅剣

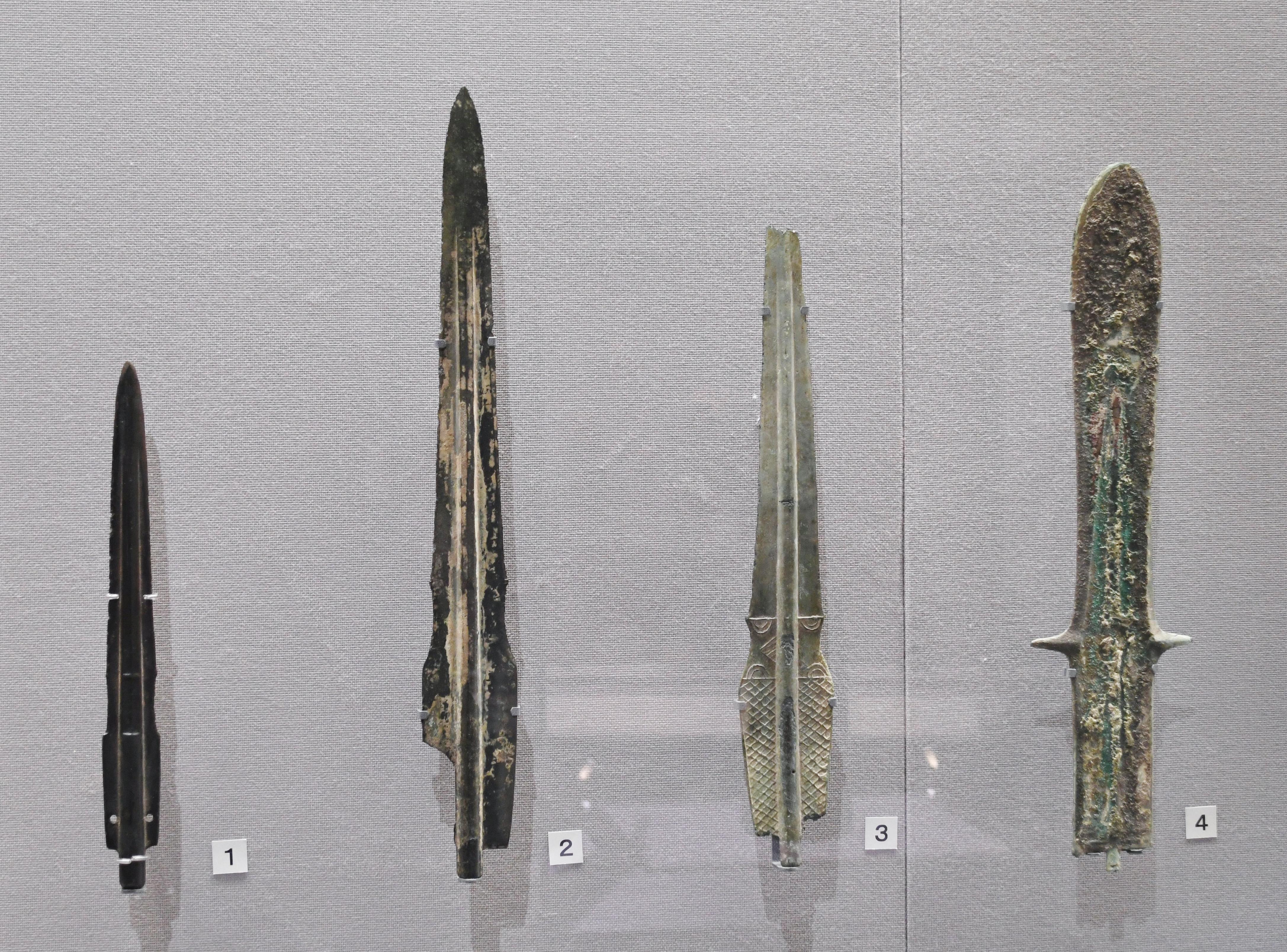
銅剣の形態変化（東京国立博物館）

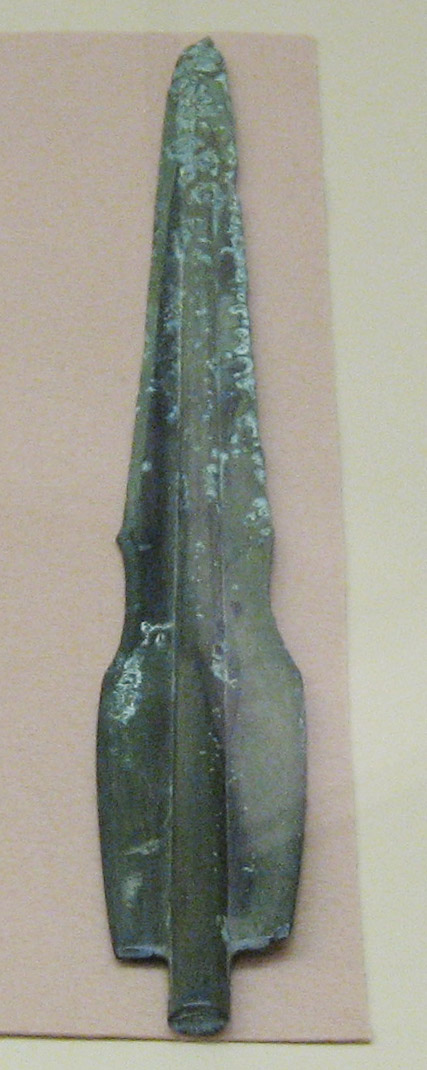
大分県大分市の浜遺跡出土の細形銅剣（複製）

銅剣（どうけん）は、青銅で造られた剣。鋳造技術により製作され、分布は世界的な広がりをもつ。

## 日本列島の銅剣
日本列島における銅剣は、弥生時代前期にあたる紀元前3世紀末から前2世紀初め頃、他の青銅製武器（戈・矛）とともに多くは朝鮮半島から伝来していると考えられている。伝来時の銅剣は細身で鋭い形態であるが、年代が降るに連れて大型化していく。日本考古学界では、細身の弥生時代前期のものは武器として実戦で使用され、大型化した弥生後期のものは祭祀具と考えられている。
伝来後、日本列島でも青銅の鋳造技術が導入され、弥生時代を通じて製造されたが、弥生時代中期に入る紀元前1世紀代には新たに鉄製武器（鉄剣・鉄矛・鉄戈・鉄鏃）が伝来した。大陸や朝鮮半島と違って、鉄製武器到来の時期的な差が少ないため、銅剣が戦場で使用されていた時期は比較的短いとされる。また日本列島での生産開始は鉄のほうが早かった。そのため鉄剣が主流になってからは、銅剣は次第に祭祀具と化していったと考えられている。
弥生時代の祭祀用青銅器としては銅鐸が著名であるが、これが近畿地方から多く発見されるのに対し、銅剣は九州地方、中国・四国地方などに特に濃密に分布する。儀礼などで使用されるにつれ大型化したものと考えられ、形態も徐々に変化した。現在では、製作された年代により3種類に分けて、前期は「細形」、中期が「中細形」、後期が「平形」と分類・編年されている。種類としては、有柄銅剣（ゆうへいどうけん）や金色銅剣（こんじきどうけん）などもある。
2013年（平成25年）に滋賀県高島市の上御殿遺跡で出土した双環柄頭短剣は、中国華北や内モンゴルに分布するオルドス式銅剣に似ており、朝鮮半島での出土例が無いことから、朝鮮半島を介せず、中国大陸から日本海ルートで直接的に流入した可能性がある。

## 主な出土遺跡

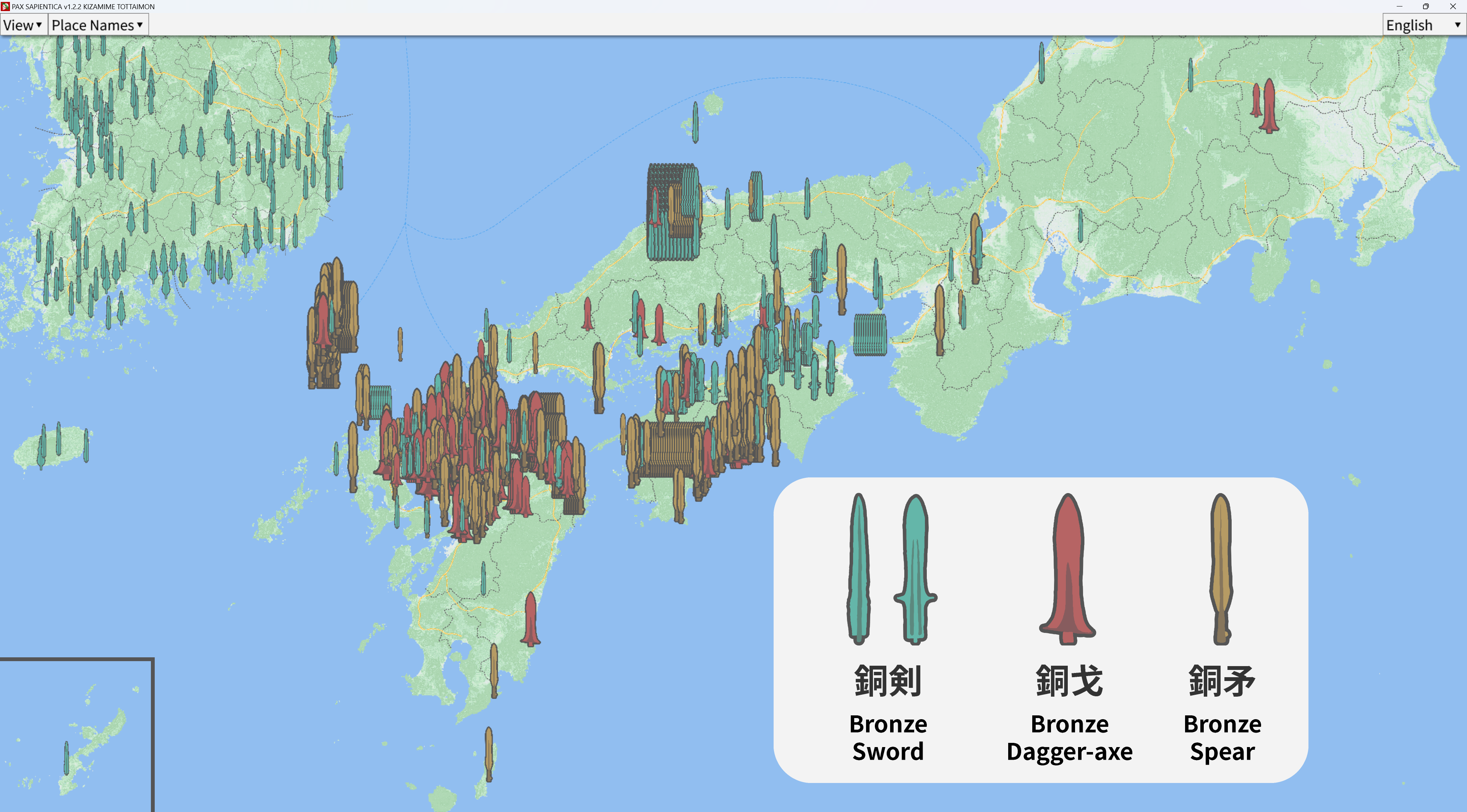
武器形青銅器の分布

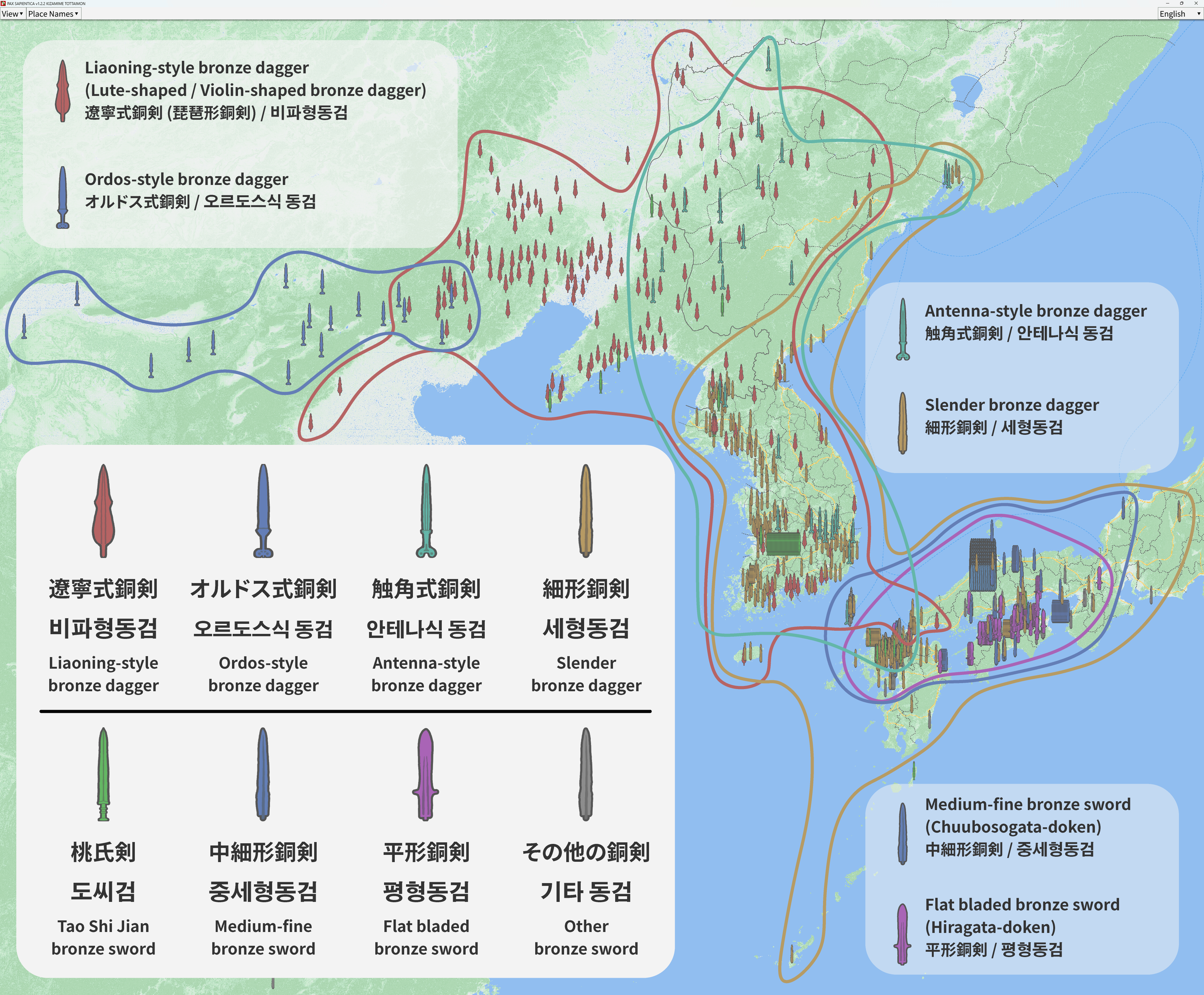
北東アジアの銅剣の分布

島根県出雲市にある荒神谷遺跡では史上最多となる358本の銅剣が検出された。当遺跡から検出された銅剣は祭祀用のものと考えられている。